# Capitão Haddock
Capitão Archibald Haddock (1912-1996) é um personagem da série de banda desenhada (português europeu) ou história em quadrinhos (português brasileiro) As Aventuras de Tintim, criado pelo quadrinista belga Hergé.
Vive no castelo Château de Moulinsart, mas tem saudades do tempo em que "vivia" no mar.
É um antigo capitão da marinha mercante francesa, trapalhão, de bom caráter, generoso, tem atos de coragem, mal-humorado, mas também engraçado com as suas distrações. É parceiro valioso de Tintim nas suas aventuras, mas não gosta quando este se envolve em perigosas aventuras. Nunca reage muito bem às peripécias que lhe vão surgindo pela frente, gritando muitas vezes "raios" e "coriscos" ou "com mil milhões de macacos!". É conhecido também por seus insultos criativos aos antagonistas (alguns nem sempre sendo realmente insultos), como "sacripantas", "ectoplasmas" ou mesmo "autócratas".
Pouco se sabe sobre o seu passado, mas pode-se afirmar que durante mais de 20 anos navegou com o Capitão Chester, que Haddock reencontra no albúm A Estrela Misteriosa. Quanto à família de Haddock, conhece-se um dos seus antepassados, o cavaleiro Francisco de Hadoque (François de Hadoque), que trabalhava para o rei Luis XIV, de França. O Cavaleiro de Hadoque recebeu este título e uma grande propriedade (o Château de Moulinsart), depois de derrotar Rackham, o Terrível, que era um pirata temido em toda a Europa. O Cavaleiro de Hadoque era também o capitão da famosa caravela Licorne.
Capitão Haddock é o presidente da L.M.A, a Liga dos Marinheiros Anti-Alcoólicos. Mesmo assim, é grande apreciador de álcool, principalmente de uísque, mas quer deixar de beber porque sabe que lhe faz mal.